# Società Piemontese Automobili

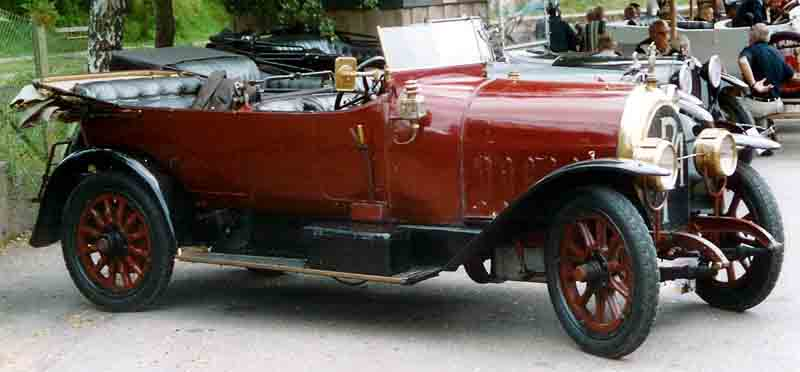
Una SPA 50 del 1914

La SPA, acronimo di Società Piemontese Automobili, era un'azienda automobilistica fondata da Michele Ansaldi e Matteo Ceirano a Torino. Il marchio "SPA" fu presente sul mercato dal 1906 al 1947, nonostante nel 1909 l'azienda originaria sia stata fusa con la F.L.A.G. (Fabbrica Ligure Automobili Genova) e nel 1926, in seguito a difficoltà finanziarie, sia stata acquistata dalla FIAT.
Oltre ad automezzi civili, la SPA ha realizzato anche veicoli militari e motori aeronautici per il Regio esercito e la Regia Aeronautica.

## Storia
Nel 1906, un anno dopo aver fondato l'Itala, Matteo Ceirano decideva di dimettersi dalla carica ricoperta in questa azienda e prendeva contatti con Michele Ansaldi, un noto industriale che da pochi mesi si era ritirato dalla società “Fiat Ansaldi” e che aveva offerto a nuovi soci la sua esperienza e la sua partecipazione finanziaria per fondare una nuova fabbrica automobilistica. Conoscendo le capacità tecniche di Ceirano, Ansaldi accettava la sua proposta. Nasceva così a Torino il 12 giugno 1906 la “Società Piemontese Automobili” di Ansaldi e Ceirano, più nota come “SPA”. All'interno di questa nuova realtà industriale, i due assumevano subito ruoli organizzativi ben definiti: Ansaldi, grande organizzatore industriale, si occupava della programmazione dei metodi produttivi, mentre Ceirano seguiva la fase progettuale dei veicoli.
Nonostante potesse contare su un capitale sociale di 1 000 000 di Lire e sulla partecipazione di soci eccellenti, la “SPA” faticava a trovare le risorse necessarie tali da consentirle un'affermazione immediata nel nascente panorama automobilistico cittadino. Nel 1908 la “F.L.A.G.” (Fabbrica Ligure Automobili Genova) si proponeva come partner della fabbrica torinese, arrivando così alla fusione delle due società e aumentandone il capitale sociale a 4 500 000 di Lire. Il logo e la dicitura “SPA” rimanevano invariati, così come la sede produttiva sita in Borgo San Paolo a Torino, mentre la direzione economico-finanziaria si spostava a Genova. A seguito di questa unione, la ragione sociale mutava in “Società Ligure Piemontese Automobili”.
Questo momento segnava l'inizio di un periodo di grandi successi, sia in campo sportivo che in quello industriale tanto che, nel 1909, accanto a quella di automobili e autocarri, veniva avviata la produzione di motori per aerei. Presentandosi come un'industria forte, brillante ed innovativa, la “SPA” riusciva nel periodo prebellico ad assicurarsi numerose commesse per il “Ministero della Guerra”. Questo successo portò l'azienda a indirizzare la produzione verso gli autocarri, molti dei quali furono forniti ai Ministeri dell'Agricoltura, dell'Industria e del Commercio, mentre la prima guerra mondiale fece sì che la “SPA” diventasse una delle imprese cittadine indispensabili per affrontare il conflitto da parte dell'esercito italiano.
Proprio durante la guerra, nel 1916, l'azienda acquisì il controllo di un'altra impresa automobilistica torinese, l'Aquila Italiana, che venne totalmente assorbita l'anno successivo.
Se le commesse legate al mondo militare avevano rafforzato la “SPA”, le difficoltà economiche legate al periodo post-bellico fecero invece cadere l'impresa in una profonda crisi finanziaria. Nel 1919 la proprietà della Ansaldo di Genova, seguita pochi anni dopo dai soci azionari della Banca Agricola Italiana, con cospicue somme di denaro rilevarono la maggioranza azionaria della fabbrica piemontese.
Nel 1926, in seguito alla crisi dell'Ansaldo, la FIAT assorbì alcune imprese del gruppo ligure, prima tra tutte la “SPA”.
Nel secondo dopoguerra l'azienda diventò un reparto produttivo della FIAT, anche se la produzione, sempre più orientata verso gli autocarri, continuò col marchio “SPA” fino al 1949, quando dai cancelli di Corso Ferrucci n. 122 a Torino uscì l'ultimo autocarro.

### Veicoli militari

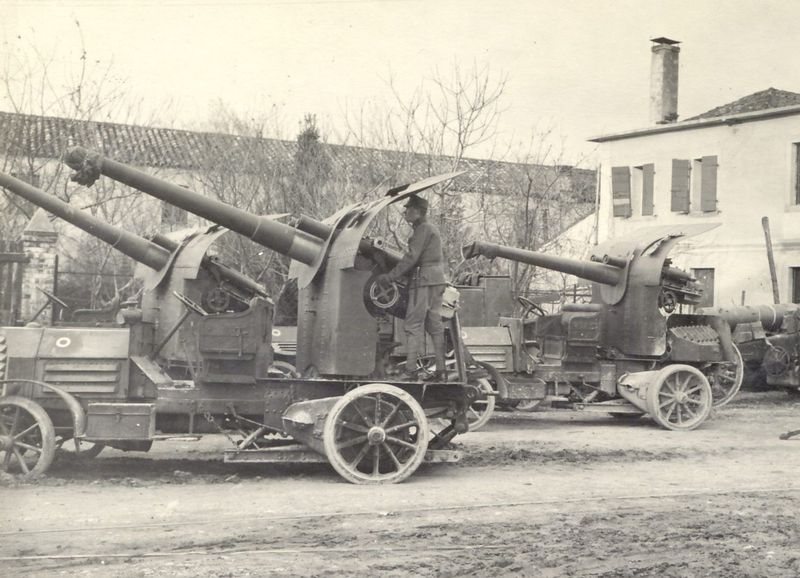
SPA 9000 da 102/35 catturato dagli austriaci

## Modelli

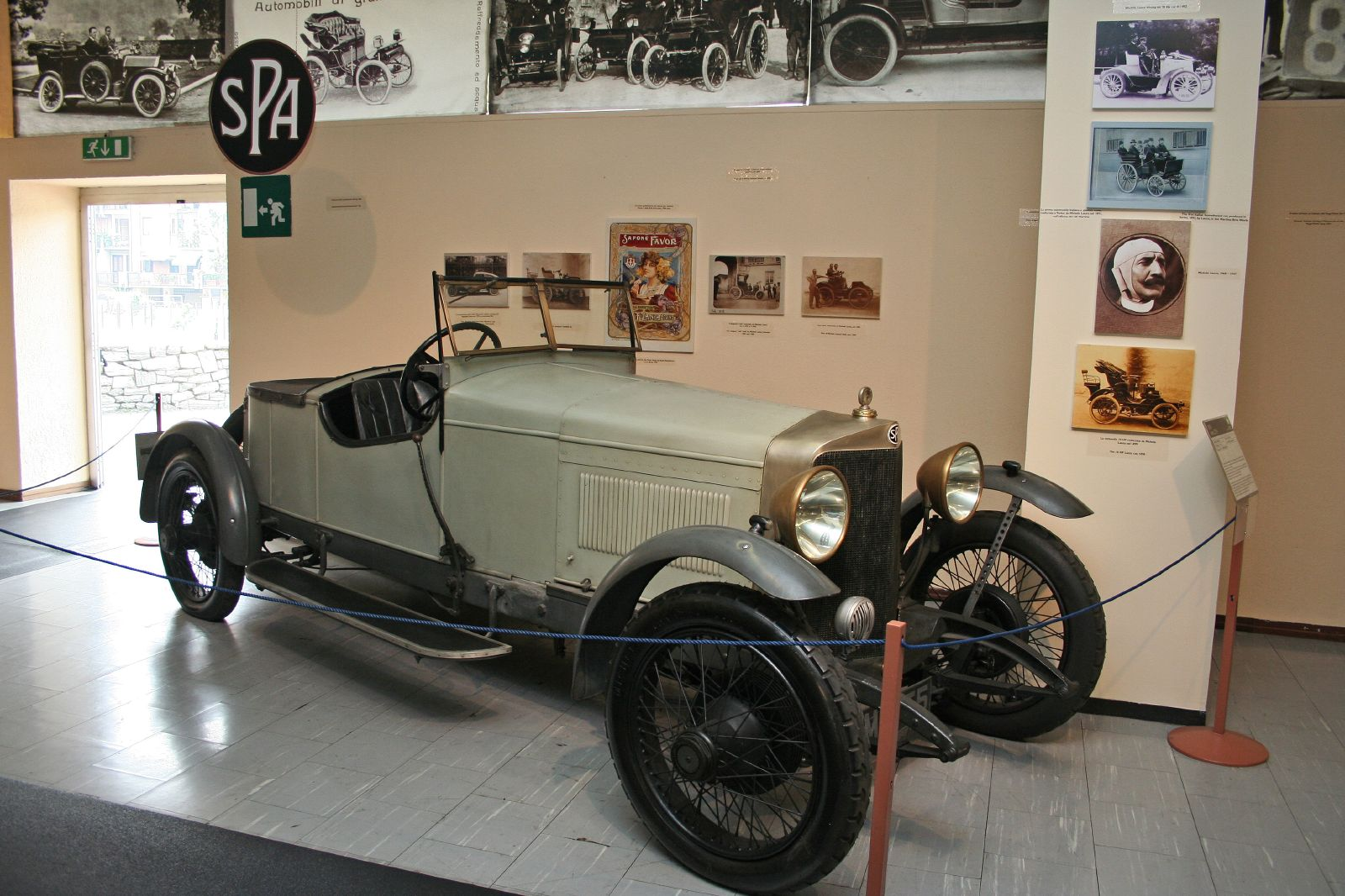
SPA Mod. Tipo 23 S

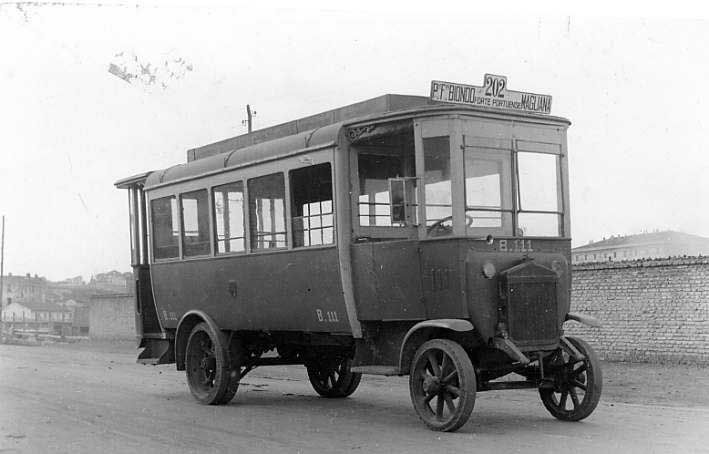
Autobus SPA C 9000 della rete di Roma fotografato nel 1927

### Autovetture
- 28/40 HP
- 50 HP
- 60/70 HP
- 25/30 HP
- 14/16 HP
- Tipo 23
- Tipo 23 S
- Tipo 24
- Tipo 25

### Motori aeronautici
- SPA 6A
- SPA 80 hp
- SPA 100 hp

### Veicoli militari[1]
- Dovunque 35
- Dovunque 35 protetto
- Dovunque 41
- 25C/10
- 36R
- 38R
- S37
- AS37
- AS42
- AS43
- CL39
- TL37
- TM40
- A-10000

## Archivio
L’archivio dell’azienda è conservato presso il Centro storico Fiat nel fondo SPA (estremi cronologici: 1906 - 1979).